# 흑운모

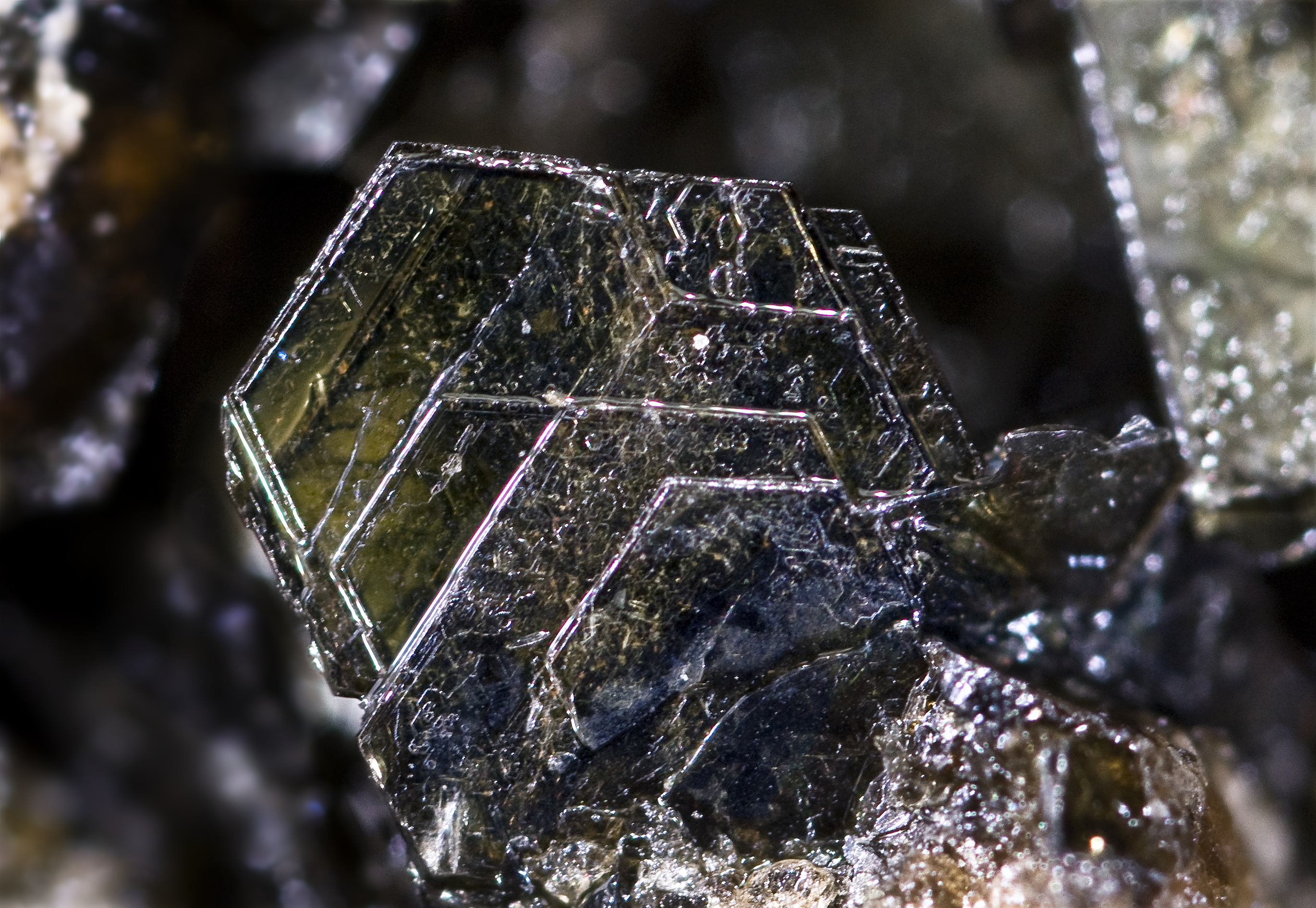
Biotit

흑운모(黑雲母)는 흔한 운모군에 속하는 규산염 광물이다.
변성암·페그마타이트·화강암과 기타 관입 화성암에 풍부하다. 
겉보기색은 흑색, 갈흑색, 녹흑색 등이 있고 조흔색은 흰색이다.  밑면에 쪼개짐이 완전하다. 모스 굳기계에서 굳기는 약 2.5에서 3.0정도이다. 분포 지역은 매우 넓고, 매우 희귀하다

## 같이 보기
- 운모